# بانک مرکزی لوکزامبورگ
بانک مرکزی لوکزامبورگ (فرانسوی: Banque centrale du Luxembourg‎) بانک مرکزی لوکزامبورگ است، که در سال ۱۹۹۸ تأسیس شد.